# لا جورنال دي تانجيه
لا جورنال دي تانجيه Le Journal de Tanger هي صحيفة محلية ناطقة بالفرنسية مقرها مدينة طنجة في المغرب. تأسست عام 1904م وهي واحدة من أقدم الدوريات في البلاد.

## التاريخ والملف الشخصي
بدء نشر لا جورنال دي تانجيه Le Journal de Tanger باللغة الفرنسية عام 1904م . كصحيفة محلية يومية ومقرها في طنجة. في الأربعينيات من القرن الماضي أصبحت تنشر كل يوم سبت من كل أسبوع.

## تاريخ الصحافة في طنجة
عرفت منطقة طنجة الصحافة بداية من سنة 1834 م،حيث كانت أول جريدة برزت إلى الوجود هي "Loeil de Tanger عين طنجة"، وبحكم أن طنجة كانت منطقة دولية، فقد عرفت رواجا وازدهارا في مجال الصحافة بحيث صدرت جرائد بالإسبانية، كما ظهرت صحف باللغة الفرنسية نظرا للمعاملات التجارية التي كانت منطقة طنجة مسرحا لها بالإضافة إلى وجود بعض الجرائد باللغة الإنجليزية.

## روابط خارجية
- الموقع الرسمي